# Altica hampei
Altica hampei es una especie de  coleóptero de la familia Chrysomelidae. Fue descrita científicamente por primera vez en 1867 por Allard.